# ピンキー (映画)
『ピンキー』（Pinky）は、1949年のアメリカ合衆国のドラマ映画。監督はエリア・カザン、出演はジーン・クレインとエセル・バリモアなど。黒人差別問題を題材に生まれつき肌の白い黒人女性を描いている。原作はシド・リケッツ・サムナーの小説『Quality』。
日本では劇場未公開だがWOWOWで放映されたほか、2012年12月7日に発売されたDVD-BOX「エリア・カザン傑作選」に収録された。

## ストーリー
生まれつき肌が白い黒人女性ピンキーが北部の看護学校を卒業して、祖母の住む南部の故郷に帰ってくる。ピンキーは北部で白人として生活し、白人の医師トーマスと恋に落ちていたが、トーマスはピンキーが黒人であることを知らない。
ピンキーはすぐに北部に戻るつもりだったが、祖母はピンキーに、病気で弱っているお屋敷の女主人ミス・エムの世話をさせる。子どものころからミス・エムに対して反感を抱いていたピンキーであったが、看護を続ける中でピンキーとミス・エムは徐々に打ち解け合って行く。
そんなある日、ミス・エムが財産をピンキーに譲るとの遺言を残して亡くなる。

## キャスト
- ピンキー: ジーン・クレイン
- ミス・エム: エセル・バリモア
- ピンキーの祖母: エセル・ウォーターズ（英語版）
- トーマス・アダムズ医師: ウィリアム・ランディガン

## 評価

### 映画批評家によるレビュー
Rotten Tomatoesによれば、13件の評論のうち高評価は54%にあたる7件で、平均点は10点満点中5.94点となっている。

### 受賞歴
第22回アカデミー賞において、主演女優賞（ジーン・クレイン）と助演女優賞（エセル・バリモア、エセル・ウォーターズ）にノミネートされたが、いずれも受賞はならなかった。